# Pierre Rigaux
Pierre Rigaux, né le 25 février 1980, est un militant français pour l'écologie, la cause animale et l'abolition de la chasse,.

## Biographie

### Origine et formation
Passionné d’observation de la nature depuis l'enfance, il passe beaucoup de temps sur le terrain où il dit avoir fait l'essentiel de sa formation depuis sa jeunesse.
Il obtient par ailleurs à l'université un Master 2 de biologie et un DESS de géographie.

### Carrière
De 2004 à 2016, il travaille en tant que salarié dans plusieurs organismes liés à la protection de la nature, principalement la Ligue pour la protection des oiseaux. Les missions qui lui sont confiées sont essentiellement des suivis de terrain de la faune sauvage et la réalisation de programmes de conservation d’espèces menacées comme la loutre d'Europe,. Il quitte l'association à la suite d'un licenciement économique. 
En 2017, il adopte le statut d'auto-entrepreneur et commence à travailler en tant que prestataire pour des bureaux d’études en environnement et des associations de protection de la nature et des animaux. Début 2021, il perçoit environ 2 600 euros par mois grâce aux dons de 400 personnes qui lui permettent d'être indépendant et de « diversifier ses productions ». 
Le 2 août 2020, il crée l'association Nos Viventia.
Pierre Rigaux est administrateur de la Société française pour l'étude et la protection des mammifères (SFEPM).

### Militantisme
Pierre Rigaux définit ainsi le rôle du naturaliste qui ne correspond à aucun diplôme ni aucun titre en France : « Le naturaliste observe, recense et analyse les phénomènes observables de la nature, particulièrement à l’échelle des communautés d’êtres vivants dans les écosystèmes, pour faire progresser la connaissance du vivant et sa protection lorsqu’il est en péril. ». Le Figaro Magazine le présente comme un « « naturaliste » et « écologue » autoproclamé, mais surtout militant animaliste financé par des dons en ligne ».
En 2016, il commence à diffuser des vidéos sur les réseaux sociaux dénonçant des atteintes à l’environnement et aux animaux sauvages, particulièrement dans le domaine de la chasse.  
En août 2017, il porte plainte pour coups et blessures à la suite d'une agression de la part d'éleveurs alors qu'il est interviewé par France 3, en marge d'une manifestation anti-loup à Sévérac-le-Château, dans l'Aveyron.  
En septembre 2019, il publie Pas de fusils dans la nature, un réquisitoire ouvertement anti-chasse, préfacé par Nicolas Hulot.  
En juin 2020, il découvre au matin un cadavre de renard sur sa voiture maculée de sang. La ministre de la Transition écologique et solidaire Élisabeth Borne et sa secrétaire d'État Brune Poirson lui apportent leur soutien public via un message sur Twitter, soutiens que déplore Willy Schraen dans un article sur le site Chasse passion.  
Son combat pour l'abolition de la chasse lui a valu des menaces de la part de chasseurs, mais il dit ne « pas se laisser intimider pour autant »,,.
En août 2025, il se rend en baie de Somme afin de filmer l'ouverture de la chasse au gibier d'eau. Sur place le lendemain de l'ouverture, il est sommé par trois représentants de l'association de chasse locale de quitter les lieux. Interpellé par la gendarmerie sur le parking, il sera placé en garde à vue pour « entrave à une action de chasse » et son matériel sera confisqué pour vérification. Il sortira libre au bout de trois heures de garde à vue, son matériel lui sera restitué et aucune charge ne sera retenue contre lui,,.

## Polémique

### Production de comté
En 2025, il déclare dans l’émission La Terre au carré que la production de comté est mauvaise sur le plan écologique, notamment quant à la pollution des rivières. Il évoque aussi la souffrance des vaches productrices de lait.
Ces propos provoquent des réactions de la préfecture du Jura, la ministre de l’Agriculture et de la Souveraineté alimentaire Annie Genevard, l’ancienne députée du Doubs, plusieurs députés Rassemblement national et Laurent Wauquiez.
Marine Tondelier réagit sur X, en affirmant que « les Écologistes n’ont jamais demandé d’arrêter d’en manger, et encore moins de l’interdire ». Les écologistes locaux rappellent leur soutien à la filière, en ajoutant qu’il n’était « pas possible de nier l’impact environnemental de l’élevage et des fromageries, même sous AOP »,.

## Ouvrages

### Livres
- Avec Arnaud Tételin, Ma campagne, Paris, Humensis, 2021, 200 p. (ISBN 9782410024364)
- Loups, un mythe vivant, Delachaux et Niestlé, 2020
- Étonnants lapins, la fabuleuse histoire des grandes oreilles (illustrations de Marion Jouffroy), Delachaux et Niestlé, 2020
- Pierre Rigaux (préf. Nicolas Hulot), Pas de fusils dans la nature : Les réponses aux chasseurs, Éditions HumenSciences, 18 septembre 2019 (ISBN 978-2-37931-136-9), p. 288.
- Les Mammifères de Provence-Alpes-Côte d’Azur (coordinateur de la rédaction ; ouvrage collectif : Ligue pour la protection des oiseaux PACA, Groupe chiroptères de Provence, Groupe d’étude des cétacés de Méditerranée), Biotope, 2016
- Clé d’identification en main des micromammifères de France (illustrations de Charlène Dupasquier), Société française pour l'étude et la protection des mammifères, 2012

### Rapports scientifiques
- Pierre Rigaux (dir.), « Les campagnols aquatiques en France : Histoire / Écologie / Bilan de l’enquête 2009-2014 », Société française pour l’étude et la protection des mammifères,‎ 2015 (lire en ligne, consulté le 2 janvier 2021)
- « Protéger le Putois d’Europe - État de conservation en France et demande d'inscription sur la liste des mammifères protégés », Société française pour l’étude et la protection des mammifères, 2017[29]

### Articles
- « Chasse », dans Renan Larue (dir.), La pensée végane. 50 regards sur la condition animale, Paris, Puf, 2020, p. 169-179[30]
- Dix-huit monographies sur les micromammifères, dans Groupe Mammalogique d’Auvergne, « Atlas des Mammifères d’Auvergne. Répartition, biologie et écologie », Catiche Production, 2015
- « The habitat of water voles in France », dans Munibe Monographs Nature Series 3, « Conservation and management of semi-aquatic mammals of southwestern Europe », 2014[31]
- « Vous avez dit crossopes », dans Bourgogne-Franche-Comté Nature et Le Bien Public, 2014[32]
- « Répartition de la Loutre d’Europe, du Campagnol amphibie et du Castor d’Eurasie en Provence-Alpes-Côte d’Azur », dans Ligue pour la protection des oiseaux Provence-Alpes-Côte d'Azur, Faune-PACA publication 35, 2013[33]
- « Densité du blaireau d'Eurasie et répartition des terriers dans un paysage rural du Massif Central (Puy- de-Dôme, France) », dans Rigaux et Chanu, Revue d'Écologie 67, 2012[34]
- Suivi de la reproduction de Chevalier guignette (Actitis hypoleucos) et du Petit gravelot (Charadrius dubius) en 2012 sur un échantillon de sites en moyenne Durance et sur le Buëch (Alpes-de-Haute-Provence, Hautes-Alpes), dans Ligue pour la protection des oiseaux Provence-Alpes-Côte d'Azur, Faune-PACA publication 13, 2012[35]
- Trois monographies sur les oiseaux, dans Ligue pour la protection des oiseaux Auvergne, « Atlas des oiseaux nicheurs d’Auvergne », Delachaux et Niestlé, 2010
- « Régime alimentaire de l'Effraie des clochers à Courpière, Val de dore (63) », dans Rigaux et Riols, Ligue pour la protection des oiseaux Auvergne, Le Grand-duc 73, 2008[36]
- « Deux cas de reproduction réussie de la Cisticole des joncs (Cisticola juncidis) en Auvergne et à sa limite en 2006 », dans Rigaux et Leroy, Ligue pour la protection des oiseaux Auvergne, Le Grand-duc 71, 2008[37]
- « La liste rouge des espèces menacés en France - Chapitre mammifères de France métropolitaine », 2017[38]